# Miracolo di Belo Horizonte
L'espressione Miracolo di Belo Horizonte si riferisce alla sconfitta contro ogni pronostico dell'Inghilterra contro gli Stati Uniti, il 29 giugno 1950, allo Stadio Raimundo Sampaio di Belo Horizonte, in Brasile. Il risultato maturò al primo turno dei mondiali di calcio organizzati quell'anno dal Paese sudamericano.
La partita ispirò il libro del 1996 The game of their lives dello scrittore statunitense Geoffrey Douglas e il film del 2005 In campo per la vittoria, diretto da David Anspaugh.

## Antefatti
In occasione dei mondiali del 1950, la selezione inglese fece il suo esordio nella massima competizione calcistica per nazionali.
La Football Association inglese, entrata a far parte della FIFA nel 1906, ne era uscita nel 1928 (unitamente alle altre tre federazioni britanniche della Scozia, dell'Irlanda e del Galles) a causa di una serie di divergenze con i relativi vertici.
Tra le ragioni di tali attriti vi era l'idea del presidente della FIFA Jules Rimet, che ottenne molti consensi in seno all'organizzazione, di creare un campionato mondiale di calcio distinto dal torneo olimpico (manifestazione ove le rappresentative del Regno Unito avevano colto tre ori nel 1900, nel 1908 e nel 1912). Secondo la tesi inglese, un torneo mondiale avrebbe messo in crisi la manifestazione calcistica in seno alle Olimpiadi, nonché il Torneo Interbritannico (British Home Championship) tra le quattro selezioni calcistiche del Regno Unito e pure le numerose amichevoli di lusso organizzate dall'influente Football Association.
Al tempo stesso, gli inglesi contestavano la delibera, proposta da Rimet e approvata al congresso FIFA del 1925, di introdurre il "broken time payment": si trattava della possibilità per le federazioni calcistiche nazionali di corrispondere ai calciatori (all'epoca dilettanti) un compenso per il tempo impiegato per partecipare ai grandi tornei.

Non essendo iscritti alla FIFA, gli inglesi non presero parte alle prime tre edizioni del campionato mondiale.

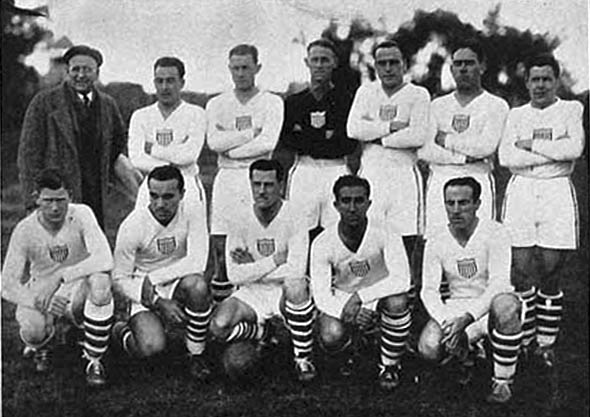
La nazionale statunitense semifinalista al mondiale del 1930

Solo nel 1946, appianati i contrasti con la FIFA, la Football Association (insieme con le altre tre federazioni calcistiche del Regno Unito) rientrò a farne parte, acquisendo così il diritto di partecipare ai mondiali di calcio.
Per la nazionale statunitense, invece, la presenza al torneo del 1950 era già la terza partecipazione alla massima manifestazione calcistica mondiale.
Malgrado la scarsa popolarità che il soccer riscuoteva all'epoca nel Paese nordamericano, gli statunitensi avevano colto un sorprendente terzo posto nella prima edizione dei mondiali di calcio disputata in Uruguay nel 1930: dopo aver vinto il girone eliminatorio contro Belgio e Paraguay, gli Stati Uniti erano stati battuti in semifinale dall'Argentina con un perentorio 6-1.
Di tutt'altro tenore era stata, invece, la partecipazione alla successiva edizione disputata in Italia nel 1934. Qui gli statunitensi furono sorteggiati al primo turno, subito ad eliminazione diretta, contro gli azzurri padroni di casa e da questi battuti per 7-1.
In vista dei mondiali di calcio in programma in Francia nel 1938, invece, la nazionale degli Stati Uniti, inattiva dal 25 settembre 1937 (amichevole persa contro il Messico per 1-5 a Città del Messico), rinunciò a giocarsi le qualificazioni, lasciando alla nazionale di Cuba il via libera alla partecipazione alla fase finale del torneo.

## Il cammino degli inglesi

L'attaccante inglese Stan Mortensen in azione contro l' a Torino il 16 maggio 1948.

Dalla riammissione alla FIFA nel 1946 all'esordio ai mondiali del 1950, la nazionale inglese, allenata dal 1947 da Walter Winterbottom, aveva collezionato ben 22 vittorie su 29 partite disputate. Autentiche goleade avevano suggellato i successi contro i Paesi Bassi (8-2 il 27 novembre 1946 ad Huddersfield), il Portogallo (10-0 il 18 maggio 1947 a Lisbona), il Belgio (5-2 il 21 settembre 1947 a Bruxelles), l'Italia da due edizioni campione del mondo in carica (4-0 il 16 maggio 1948 a Torino; gli azzurri schieravano una formazione composta per gran parte dai giocatori del Grande Torino) e la Svizzera (6-0 il 2 dicembre 1948 a Londra).
A cavallo tra il 1949 e il 1950, la nazionale inglese partecipò, unitamente alle altre tre selezioni calcistiche del Regno Unito (Scozia, Galles e Irlanda), alla cinquantesima edizione dell'annuale Torneo Interbritannico. Data l'iscrizione di tutte e quattro le nazionali alle qualificazioni al campionato mondiale di calcio 1950, la FIFA, soprattutto al fine di un risparmio dei costi di viaggio in un'Europa ancora prostrata dalle conseguenze della seconda guerra mondiale, fece valere il torneo come girone di qualificazione, con l'assegnazione di due posti alla fase finale alle squadre che si fossero classificate nelle prime due posizioni.
L'Inghilterra esordì il 15 ottobre 1949 a Cardiff in casa del Galles, battendolo per 4-1 (con marcatura di Mortensen e tripletta di Milburn).
Il successivo 16 novembre gli inglesi ospitarono al Maine Road di Manchester l'Irlanda, travolgendola per 9-2 (per l'Inghilterra segnarono quattro volte Rowley, una Froggatt, due Pearson e due Mortensen) e guadagnando con una giornata di anticipo la prima qualificazione della propria storia ai mondiali di calcio.
Dopo aver nuovamente battuto in amichevole l'Italia, a Londra, per 2-0 il 30 novembre 1949, l'Inghilterra disputò la partita decisiva del Torneo Interbritannico contro la Scozia il 15 aprile 1950 a Glasgow. Gli inglesi si imposero per 1-0, con rete di Roy Bentley, vincendo la manifestazione.
In vista del torneo mondiale, la nazionale di Winterbottom si cimentò in due amichevoli contro Portogallo e Belgio.
La prima, disputata all'Estádio Nacional di Lisbona il 14 maggio 1950, vide l'affermazione inglese per 5-3, con quadripletta di Tom Finney e rete di Mortensen.
Nella seconda, giocata allo Stadio Heysel di Bruxelles il 18 maggio 1950, si registrò una nuova netta vittoria per l'Inghilterra, che si impose per 4-1, con marcature di Mullen, Mortensen, Mannion e Bentley.

## Il cammino degli statunitensi
Di tutt'altro tenore era stato il ruolino di marcia degli Stati Uniti.
Il 13 luglio 1947, la nazionale statunitense esordì al Campionato nordamericano organizzato a Cuba dalla NAFC (precursore dell'odierna CONCACAF), tornando in campo dopo ben dieci anni dall'ultima partita disputata.
Gli Stati Uniti uscirono battuti per 0-5 dal Messico, per poi concludere travolti anche dalla nazionale padrona di casa per 2-5.
Decisamente negativo fu anche il rendimento degli statunitensi l'anno seguente, quando furono pesantemente sconfitti da Italia (0-9 ai Giochi Olimpici di Londra), Norvegia (0-11) e Irlanda (0-5), in parte riscattandosi con tre vittorie (per 3-1, 4-1 e 3-2) in altrettante partite contro Israele.
Il 19 giugno 1949, gli Stati Uniti affrontarono in amichevole, in preparazione delle qualificazioni ai mondiali del 1950, la Scozia a New York. Uscirono battuti 0-4.
Nel mese di settembre 1949, si tenne a Città del Messico la seconda edizione del Campionato nordamericano di calcio, che fu fatta valere dalla FIFA quale girone di qualificazione, per la zona NAFC, alla fase finale della Coppa del Mondo 1950. Partecipavano solo tre nazionali: Stati Uniti, Messico e Cuba. Esse, oltre alla vittoria del torneo, si sarebbero contese i due posti disponibili per il mondiale in un doppio girone all'italiana di andata e ritorno. Sconfitti nettamente dal Messico, futuro vincitore del titolo continentale, in entrambe le partite (0-6 e 2-6), gli USA riuscirono a spuntare un pareggio per 1-1 contro Cuba (con marcatura statunitense di Frank Wallace), che fu poi superata nella sfida decisiva del 21 settembre con un brillante 5-2 (per gli statunitensi reti di Bahr, John Souza, Wallace e doppietta di Matevich).
Grazie al successo su Cuba, gli Stati Uniti colsero la terza partecipazione al mondiale di calcio, non disputando altre partite prima dell'esordio alla fase finale in Brasile.

## I mondiali del 1950

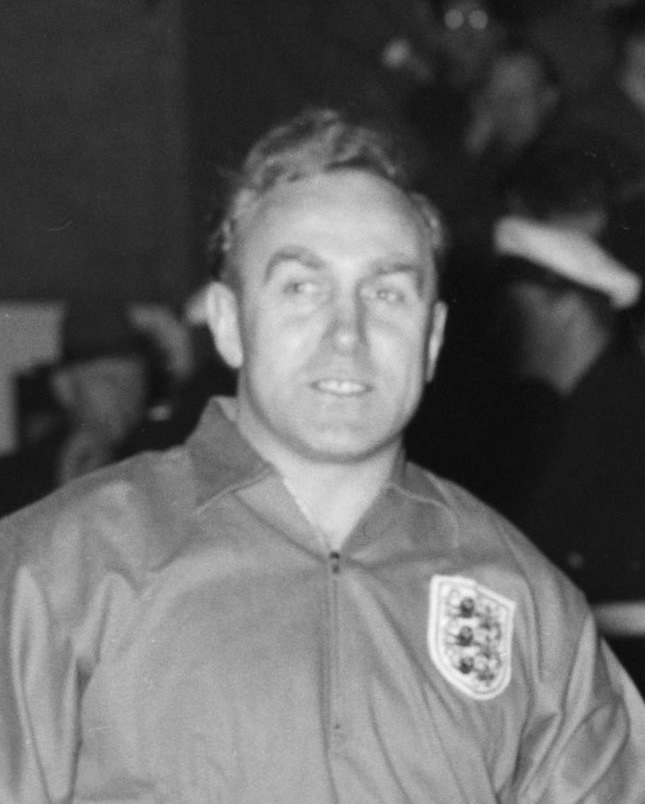
Il capitano inglese Billy Wright.

Il ben differente ruolino di marcia tenuto dalle due selezioni nazionali prima dei mondiali di calcio fece sì che i pronostici sul loro cammino fossero diametralmente opposti.
Gli inglesi si presentarono in Brasile da ovvi favoriti per la vittoria finale, a fianco dei padroni di casa e dell'Italia campione in carica; gli allibratori quotavano il successo iridato dell'Inghilterra 3:1.
Winterbottom aveva convocato tra i migliori calciatori della First Division. Tra essi si segnalavano: gli attaccanti Stanley Matthews (futuro primo pallone d'oro della storia), Tom Finney, Wilf Mannion e Stan Mortensen; i difensori Alf Ramsey (futuro CT dell'Inghilterra campione del mondo nel 1966) e Billy Wright, quest'ultimo capitano della nazionale; e il centrocampista Jimmy Dickinson, regista del Portsmouth vincitore dell'ultima edizione della First Division.

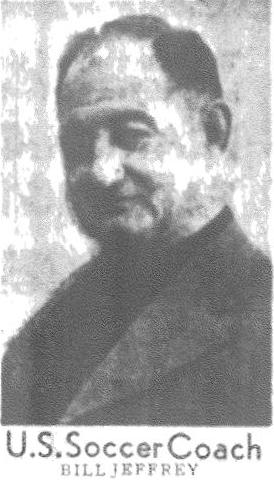
Lo scozzese William Jeffrey, commissario tecnico degli USA.

Gli statunitensi, guidati per il mondiale di calcio dallo scozzese William Jeffrey (designato commissario tecnico appena due settimane prima dell'inizio del torneo), schieravano, invece, una squadra composta per lo più da calciatori dilettanti. Gran parte dei membri della rosa statunitense svolgevano, nella vita di tutti i giorni, ben altre professioni: il portiere Frank Borghi guidava il carro funebre dell'impresa dello zio; il difensore Walter Bahr era un insegnante e per partecipare al mondiale dovette chiedere un'aspettativa non retribuita sul finire dell'anno scolastico; un altro difensore, Harry Keough, lavorava come postino; l'attaccante Joe Gaetjens era studente alla Columbia University e si pagava gli studi facendo il lavapiatti; altri ancora lavoravano come mugnai e meccanici. L'attaccante Benny McLaughlin, già membro della nazionale olimpica statunitense ai Giochi della XIV Olimpiade, fu peraltro costretto a rinunciare alla convocazione proprio per motivi di lavoro.
Molti giocatori degli Stati Uniti erano figli di immigrati. Addirittura tre di loro, Joe Maca, il capitano Ed McIlvenny e Joe Gaetjens, neppure erano cittadini statunitensi (essendo rispettivamente belga, scozzese ed haitiano). Tuttavia, avevano espresso l'intenzione di diventarlo e ciò bastava, secondo le regole in vigore in quel periodo presso la United States Soccer Federation, per essere convocati in nazionale.
Gli allibratori pagavano 500:1 la vittoria finale degli statunitensi.
Il sorteggio, tenutosi a Rio de Janeiro il 22 maggio 1950, inserì USA e Inghilterra nel gruppo 2, insieme con le nazionali del Cile e della Spagna.
Il 25 giugno, alle ore 15.00, sia gli statunitensi che gli inglesi esordirono nella Coppa del mondo.
Al Maracanã di Rio de Janeiro, inaugurato appositamente per i mondiali, l'Inghilterra affrontò il Cile. Come da pronostico, gli inglesi si imposero per 2-0, con reti di Mortensen e Mannion.
In contemporanea, allo Stadio Durival Britto e Silva di Curitiba, gli Stati Uniti si trovarono di fronte la Spagna. A sorpresa, gli statunitensi si portarono in vantaggio al 17' con Pariani, resistendo per più di un'ora ai tentativi degli spagnoli di pareggiare. Sul finire della partita, però, la resistenza statunitense crollò: la Spagna andò in rete tre volte in meno di dieci minuti, con Igoa (81'), Basora (83') e Zarra (89'), chiudendo l'incontro con un perentorio 3-1.

## La vigilia
L'esordio di Inghilterra e Stati Uniti era parso avvalorare le impressioni della vigilia.
In vista dello scontro diretto, gli statunitensi apparivano, sulla carta, battuti in partenza, tanto che lo stesso CT Jeffrey dichiarò apertamente alla stampa che la sua nazionale non aveva alcuna chance. Il portiere Borghi si augurava di non incassare più di quattro-cinque goal.
Il quotidiano britannico Daily Express scrisse: "Sarebbe giusto iniziare la partita dando [agli Stati Uniti] tre goal di vantaggio".
Il Belfast Telegraph definì gli statunitensi "a band of no-hopers" (una banda di uomini senza speranza).
La vittoria degli Stati Uniti sull'Inghilterra era pagata 50:1 dagli allibratori.

## La partita

L'arbitro della partita, l'italiano Generoso Dattilo.

La partita iniziò alle ore 15:00 del 29 giugno 1950 allo Stadio Raimundo Sampaio di Belo Horizonte, diretta dell'italiano Generoso Dattilo, coadiuvato dagli assistenti Charles de la Salle (Francia) e Giovanni Galeati (Italia).
Il calcio d'inizio fu battuto dagli inglesi e, dopo appena novanta secondi, Mortensen servì Bentley, il cui tiro fu intercettato dal portiere statunitense Borghi. Dopo 12 minuti, l'Inghilterra aveva già tirato in porta sei volte.
Gli statunitensi conclusero per la prima volta a rete al 25', ma il contrattacco inglese produsse tre palle goal tra il 30' e il 32'.
Al 38' gli Stati Uniti tornarono di nuovo in attacco. Bahr calciò un potente tiro diagonale da circa venti metri in direzione della rete avversaria e l'estremo difensore inglese Williams si mosse verso destra per parare il pallone. L'attaccante statunitense Gaetjens si tuffò di testa all'altezza del dischetto del rigore e colpì la palla insaccandola a sinistra del portiere inglese.
Il pubblico brasiliano sugli spalti, che parteggiava per lo più per gli statunitensi (anche perché sperava nell'eliminazione dell'Inghilterra, affinché questa non giocasse nel girone finale contro il Brasile), esplose di gioia.
Nel secondo tempo iniziarono meglio gli Stati Uniti, galvanizzati dall'inatteso vantaggio.
Al 59' l'Inghilterra guadagnò un calcio di punizione, ma il tiro di Mortensen fu parato da Borghi.
All'82' Charlie Colombo atterrò fallosamente Mortensen al limite dell'area statunitense. Gli inglesi reclamarono il rigore, ma Dattilo assegnò loro un calcio di punizione. Sul conseguente tiro di Ramsey, Jimmy Mullen colpì di testa sotto porta, ma il tiro fu bloccato da Borghi sulla linea. L'Inghilterra invocò il goal, ma per l'arbitro la palla non aveva superato la linea di porta.
L'occasione fallita minò il morale degli inglesi, che anzi rischiarono di subire lo 0-2 sul tiro all'85' di Frank Wallace, deviato sulla linea di porta da Ramsey.
Quando Dattilo fischiò la fine, esplose la gioia degli statunitensi, celebrati dal pubblico di casa, che invase il terreno di gioco e portò in trionfo Gaetjens.

## Tabellino
| Arbitro: | Dattilo |

|              |           |  |
| Gaetjens 38’ | Marcatori |  |

| Stati Uniti | Inghilterra |

| Stati Uniti (5-4-1) |   |               |
|                     |   |               |
|                     | P | Borghi        |
|                     | D | Keough        |
|                     | D | Maca          |
|                     | D | McIlvenny (C) |
|                     | D | Colombo       |
|                     | D | Bahr          |
|                     | C | Pariani       |
|                     | C | J. Souza      |
|                     | C | Wallace       |
|                     | C | E. Souza      |
|                     | A | Gaetjens      |
| CT:                 |   |               |
| Jeffrey             |   |               |

| Inghilterra (3-2-5) |   |            |
|                     |   |            |
|                     | P | Williams   |
|                     | D | Ramsey     |
|                     | D | Aston      |
|                     | D | Wright (C) |
|                     | C | Hughes     |
|                     | C | Dickinson  |
|                     | A | Mannion    |
|                     | A | Finney     |
|                     | A | Mullen     |
|                     | A | Mortensen  |
|                     | A | Bentley    |
| CT:                 |   |            |
| Winterbottom        |   |            |

| Guardalinee: Giovanni Galeati Charles de la Salle |

## Il dopopartita
La stampa sportiva internazionale celebrò l'incredibile risultato di Belo Horizonte. Ironicamente, la partita ebbe un minor risalto proprio negli Stati Uniti e, in parte, in Inghilterra.
La scarsa presa del calcio negli USA fece sì che solo un giornalista statunitense, Dent McSkimming del St. Louis Post-Dispatch, fosse presente ai mondiali: peraltro poté farlo solo a proprie spese, dopo aver ottenuto un periodo di ferie. Il suo fu l'unico articolo che narrò negli Stati Uniti l'impresa della nazionale di calcio.
Si dice che anche il New York Times avesse avuto notizia del successo della selezione nazionale, ma che, temendo si trattasse di una bufala, non abbia pubblicato il risultato.
Lo stesso segretario generale dell'USSF Joe Barriskill, alla lettura del telegramma che avvisava la Federazione calcistica della vittoria, ne rimase talmente incredulo che dovette telefonare proprio in Inghilterra per sincerarsi della veridicità della notizia.
In Inghilterra, il giorno stesso dell'incontro calcistico contro gli Stati Uniti, la locale nazionale di cricket uscì per la prima volta battuta in una partita contro le Indie Occidentali Britanniche e almeno parte della stampa nazionale diede maggior peso a tale evento.
Sovente viene riportato che, quando il risultato della partita di Belo Horizonte fu telegrafato in Inghilterra, qui si sarebbe pensato ad un errore di battitura, cosicché i giornali avrebbero pubblicato la notizia della vittoria della nazionale inglese per 10-1 o per 10-0. Viene pure aggiunto che, avuta poi conferma della clamorosa sconfitta, i quotidiani avrebbero rettificato il risultato venendo stampati con una carta bordata a lutto, sullo stile dei necrologi. Tuttavia, ricerche effettuate quanto meno su alcuni dei principali quotidiani inglesi dell'epoca (Daily Mirror, Daily Worker, Daily Express, Daily Mail, Daily Herald, The Times e News Chronicle) confermano che si tratta solo di una leggenda metropolitana.

## Il seguito
Il risultato della partita di Belo Horizonte consentì agli Stati Uniti di disputare la terza e ultima giornata del gruppo 2 potendo ancora sperare di qualificarsi al girone finale. Tuttavia, il Cile (già matematicamente eliminato dopo essere stato sconfitto per 2-0 dall'Inghilterra nella prima giornata e 2-0 dalla Spagna nella seconda) li batté il 2 luglio a Recife con un netto 5-2. Gli Stati Uniti non si sarebbero più qualificati ad una fase finale del torneo fino al campionato del mondo 1990.
L'attaccante statunitense John Souza fu inserito dal quotidiano brasiliano Mundo Esportivo nella selezione ideale del mondiale: il successivo calciatore degli USA ad ottenere un simile riconoscimento sarebbe stato solo Claudio Reyna nel 2002.
Malgrado l'ottima prestazione mondiale, l'esiguo seguito del calcio negli USA fece sì che, al momento del rientro in patria in aeroporto, gli statunitensi sarebbero stati accolti solo dalle famiglie, senza la presenza di alcun tifoso.
La sconfitta contro gli USA complicò invece il cammino dell'Inghilterra, che poteva sperare di vincere il girone solo battendo la Spagna. Il 2 luglio al Maracanã di Rio de Janeiro furono però proprio gli iberici a prevalere 1-0 (con marcatura di Zarra) e a qualificarsi al girone finale.
Nonostante l'umiliante eliminazione, il CT Winterbottom rimase saldamente sulla panchina inglese fino al 1963.
La nazionale inglese, che aveva giocato l'incontro di Belo Horizonte indossando una casacca azzurra, sarebbe tornata a vestire questo colore solo in un'amichevole disputata a Lima il 17 maggio 1959 e persa per 1-4 contro il Perù.
Joe Gaetjens, l'eroe della partita di Belo Horizonte, non ottenne mai la cittadinanza statunitense. Lasciò la Columbia University e si trasferì in Francia, dove giocò tre anni nei campionati minori. Tornò ad Haiti nel 1953, collezionando pure una presenza nella nazionale di calcio haitiana. Divenne in seguito imprenditore, ma, con la salita al potere di François Duvalier, Gaetjens, appartenente a una famiglia che aveva supportato il rivale Louis Déjoie, fu catturato l'8 luglio 1964 dai famigerati Tonton Macoutes. Di lui non si seppe più nulla. Probabilmente fu ucciso in prigionia.
Nel 1976, la Federazione calcistica degli Stati Uniti inserì l'intero undici che aveva battuto l'Inghilterra nella National Hall of Fame.

## Film sul Miracolo di Belo Horizonte
- In campo per la vittoria (The Game of Their Lives), film statunitense del 2005 diretto da David Anspaugh